# Governadoria-geral de Varsóvia
Governadoria-geral de Varsóvia (em russo:  Варшавское генерал-губернаторство) foi uma unidade administrativo-territorial do Império Russo, formada em 11 de janeiro de 1874, a partir do Vice-reino da Polônia. Foi abolida em fevereiro de 1917 pelo Governo Provisório Russo após a ocupação do território da governadoria-geral por tropas alemãs e austro-húngaras.

## Divisões administrativas

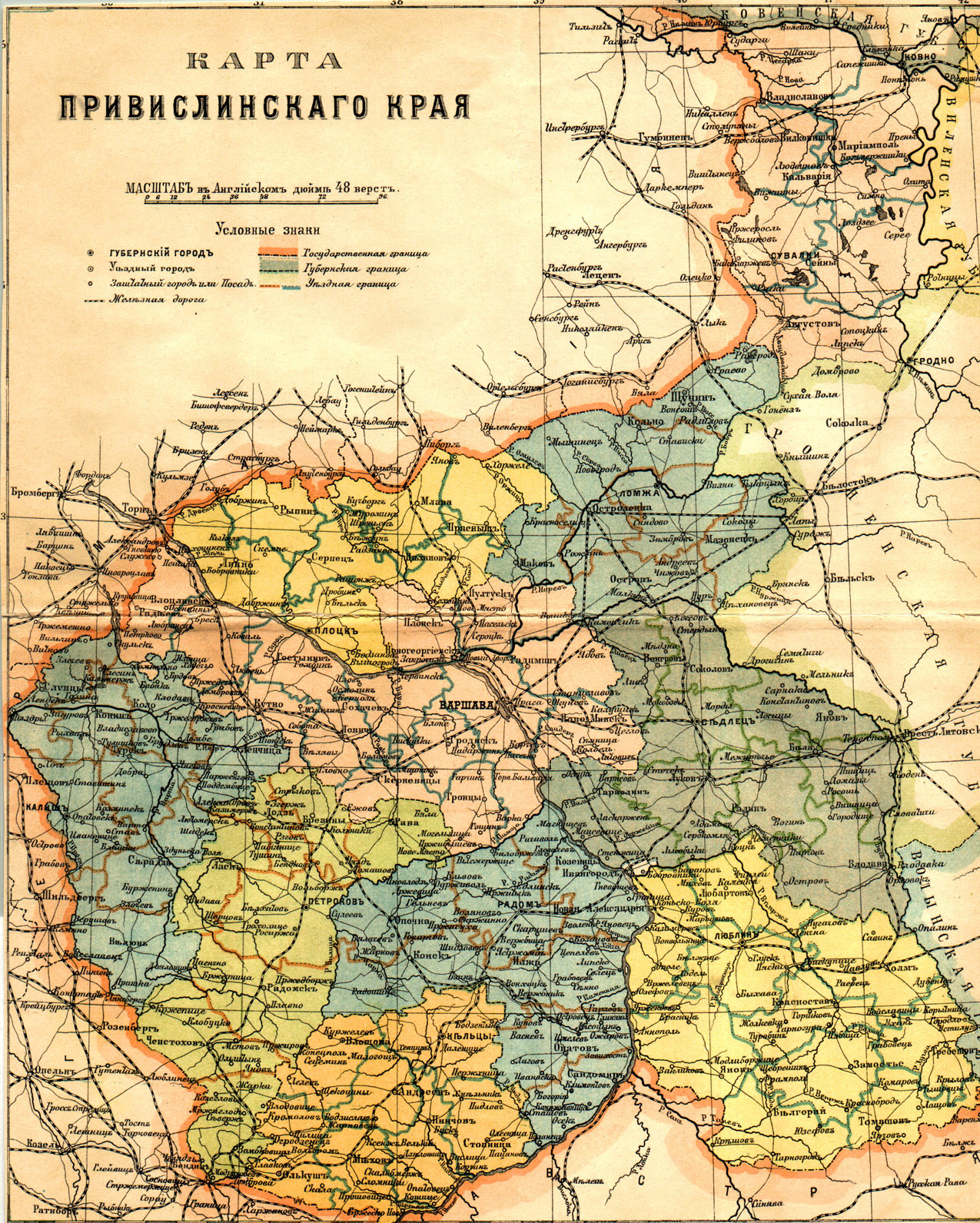
Mapa da Terra do Vístula em 1896

A Governadoria-geral de Varsóvia incluiu 10 gubernias, referidas no Código de Leis do Império Russo como Gubernias do Reino da Polônia, e na vida política e na vida cotidiana, as Gubernias de Privislinskie, Região de Privislinski ou Gubernias da Região de Privislinski:
- Varsóvia (14 uezds, 22 cidades e 7.039 outros povoados  - Aqui e além a partir do início do séc. XX)
- Kalisz (8 uezds e 142 volosts, 13 cidades e 5102 outros povoados)
- Kielce (7 uezds e 128 volosts, 7 cidades e 3080 outros povoados)
- Lomzhinskaia (7 uezds e 72 volosts, 7 cidades e 3014 outros povoados)
- Lublin (10 uezds e 143 volosts, 13 cidades, 42 posads e 3259 outros povoados)
- Petrakovskaia (8 uezds e 143 volosts, 11 cidades e 5090 outros povoados)
- Płock (7 uezds e 95 municípios, 9 cidades e 3752 outros povoados)
- Radomskaia (7 uezds e 142 volosts, 10 cidades e 3780 outros assentamentos)
- Sedletskaia (desde 1912, Kholmskaia) (9 uezds e 140 volosts, 12 cidades e 3995 outros povoados)
- Suwalki (7 uezds e 85 municípios, 10 cidades e 5.126 outros povoados)